# Power Macintosh 6500
Le Power Macintosh 6500 remplaçait le Performa 6400 dans la gamme d'ordinateurs grand public d'Apple. Il est à noter l'abandon de la dénomination Performa pour les machines grand public. Il utilisait des processeurs 603e cadencés jusqu'à 300 MHz. Bien qu'une telle fréquence était inédite pour un Macintosh, ces processeurs étaient toujours plus lents que les PowerPC 604e à 200 MHz des machines haut de gamme (Power Macintosh 8600 et 9600). Les Power Mac 6500 étaient aussi dotés d'un disque dur plus gros (jusqu'à 4 Go), d'une mémoire vive plus étendue (32 Mo contre 16 Mo) et d'une carte accélératrice 3D (une ATI 3D Rage II 64 dotée de 2 Mio de mémoire vidéo).
Les modèles 225 et 250 MHz furent disponibles en février 1997 aux États-Unis et les modèles 275 et 300 MHz deux mois plus tard. Les modèles 250 et 275 MHz furent commercialisés en Europe en avril, alors que le modèle à 300 MHz n'arriva qu'en septembre. Les prix en France étaient de 17 990 francs français pour le 6500/250, et de 24 990 FRF pour le 6500/275 doté d'une carte tuner TV et d'une carte Avid.

## Caractéristiques
- processeur : PowerPC 603e cadencé à 225, 250, 275 ou 300 MHz
- adressage 32 bit
- carte mère Gazelle
- bus système 64 bit à 50 MHz
- mémoire morte : 4 Mio
- mémoire vive : 32 Mio (modèles 225, 250 et 275 MHz) ou 64 Mio (modèle 300 MHz), extensible à 128 Mio
- mémoire cache de niveau 1 : 32 Kio
- mémoire cache de niveau 2 : 256 Kio (modèles 225 et 250 MHz) ou 512 Kio (modèles 275 et 300 MHz)
- disque dur ATA de 2 ou 3 Go (modèle 225 MHz), 3 ou 4 Go (modèle 250 MHz), 4 ou 6 Go (modèles 275 et 300 MHz)
- lecteur de disquette 1,44 Mo 3,5"
- lecteur CD-ROM 12x
- lecteur Zip sur certaines configurations
- modem interne 33,6 kbit/s (optionnel sur certaines configurations)
- carte vidéo : ATI 3D Rage II 64 bit dotée de 2 Mio de mémoire vidéo (SGRAM)
- écran 15" fourni
- résolutions supportées par l'écran :
  - 512 × 384 en 24 bit (millions de couleurs)
  - 640 × 480 en 24 bit (millions de couleurs)
  - 800 × 600 en 24 bit (millions de couleurs)
  - 832 × 624 en 24 bit (millions de couleurs)
  - 1 024 × 768 en 16 bit (milliers de couleurs)
- tuner TV en option
- carte d'acquisition vidéo Avid en option
- slots d'extension :
  - 2 slots d'extension PCI
  - 1 Comm Slot II
  - 1 slot entrée vidéo ou tuner TV
  - 2 connecteurs mémoire de type DIMM 168 broches (vitesse minimale : 60 ns)
- connectique :
  - 1 port SCSI (DB-25)
  - 2 ports Geoports
  - 1 port ADB
  - port Ethernet 10BASE-T optionnel
  - sortie vidéo DB-15
  - sortie audio : stéréo 16 bit
  - entrée audio : stéréo 16 bit
- dimensions : 406 × 198 × 429 mm
- poids : 20,2 kg
- alimentation : 220 W
- systèmes supportés : Système 7.5.5 à Mac OS 9.1